# Divo
Divo – miasto w południowej części Wybrzeża Kości Słoniowej; stolica regionu Sud-Bandama; 139 200 mieszkańców (2010)
Ośrodek handlowy regionu uprawy kawowca i kakaowca oraz hodowli owiec i kóz; przetwórstwo ziarna kakaowego, tartaki, lotnisko.